# Gunter Thiebaut
Gunter Thiebaut (Asse, 12 januari 1977) is een Belgisch voormalig profvoetballer die bij voorkeur als aanvaller speelde.

## Carrière
Thiebaut verruilde op 4 januari 2006 zijn club 1. FC Saarbrücken voor SV Zulte Waregem in België. Voor het seizoen 2006-2007 werd hij verhuurd aan FCV Dender EH.
Thiebaut was in het seizoen 2002-2003 topschutter in tweede klasse bij FC Denderleeuw. In het seizoen 2006-2007 werd Thiebaut ook topschutter met 21 goals, even veel als Gabriel Persa (Dessel) en Frazier Campbell (Antwerp). In het seizoen 2007/2008 scoorde hij in zijn eerste wedstrijd voor MVV twee keer. De eerste goal, in de derde minuut, was de eerste goal in het seizoen. Hij werd in december 2007 verkozen tot voetballer van het jaar van Nederlands Limburg.
Tijdens de zomer van 2009 verkaste de Belgische topscorer van MVV naar zijn geboorteland om er bij K. Lierse SK te gaan spelen in de Belgische Exqi League. Hij tekende er een contract voor 3 seizoenen. Na het seizoen 2010-2011 werd het contract met Lierse in onderling overleg verbroken. In juli 2011 tekende Thiebaut een tweejarig contract bij Dender.
In 2011 werd hij ook actief als spelersmakelaar.

## Palmares
- Topschutter Tweede Klasse (2): in 2003 met Denderleeuw en in 2007 met Dender
- Topschutter 2de Provinciale B: in 2013 met KVK Ninove
- Kampioen Tweede Klasse (2):  in 2007 met Dender en in 2010 met Lierse
- Kampioen 2de Provinciale: in 2013 met KVK Ninove

## Statistieken
| seizoen                         | club                | land      | competitie         | wed. | goals |
| ------------------------------- | ------------------- | --------- | ------------------ | ---- | ----- |
| 1997/98                         | Rapide Club Lebbeke | België    | Vierde Klasse      | -    | -     |
| 1998/99                         | KSC Eendracht Aalst | België    | Jupiler League     | 30   | 7     |
| 1999/00                         | KSC Eendracht Aalst | België    | Jupiler League     | 31   | 7     |
| 2000/01                         | KSC Eendracht Aalst | België    | Jupiler League     | 30   | 6     |
| 2001/02                         | Omonia Nicosia      | Cyprus    | Eerste Klasse      | 22   | 8     |
| 2002/03                         | FC Denderleeuw      | België    | Tweede Klasse      | 33   | 23    |
| 2003/04                         | 1. FC Saarbrücken   | Duitsland | Regionalliga Süd   | 33   | 16    |
| 2004/05                         | 1. FC Saarbrücken   | Duitsland | 2. Bundesliga      | 14   | 7     |
| 2005/06                         | 1. FC Saarbrücken   | Duitsland | 2. Bundesliga      | 10   | 0     |
| 2005/06                         | SV Zulte Waregem    | België    | Jupiler League     | 14   | 1     |
| 2006/07                         | FCV Dender EH       | België    | Tweede Klasse      | 34   | 21    |
| 2007/08                         | MVV                 | Nederland | Jupiler League     | 34   | 22    |
| 2008/09                         | MVV                 | Nederland | Jupiler League     | 33   | 20    |
| 2009/10                         | K. Lierse SK        | België    | Exqi League        | 29   | 6     |
| 2010/11                         | K. Lierse SK        | België    | Jupiler Pro League | 16   | 0     |
| 2011/12                         | FCV Dender EH       | België    | Tweede Klasse      | 25   | 10    |
| 2012/13                         | KVK Ninove          | België    | 2de Prov. O-VL.    | 34   | 30    |
| 2013/14                         | KVK Ninove          | België    | 1ste Prov. O-VL.   | 27   | 30    |
| 2015/16                         | KFC Wambeek         | België    | 3de Prov. Brabant  | 29   | 30    |
| Totaal                          | Totaal              | Totaal    | Totaal             | 411  | 227   |
| Laatst bijgewerkt op 07-05-2011 |                     |           |                    |      |       |